# Челядин-Давыдов, Григорий Фёдорович
Григорий Фёдорович Челядин-Давыдов (Давыдов, Давыдов-Челяднин) (? — после 1521) — ближний боярин великих князей московских Ивана III Васильевича и Василия III Ивановича. В знак особого расположения государей в летописях и разрядных книгах Григорий Федорович писался только по имени отчеству, предполагалось, что читающий должен был знать кто это.

## Биография
Происходил из старомосковского рода, который считал себя потомками Ратши, относился к старшей ветви Акинфичей. Отец — Фёдор Давыдович Хромой, воевода, боярин с 1471 г., мать — дочь Якова Захарьевича Кошкина.
В 1495 в походе Ивана III в Новгород записан дворовым сыном боярским. В 1496 в шведском походе уже второй воевода в передовом полку, во втором шведском походе (1496) уже второй воевода в полку правой руки. В 1501 первый воевода в полку правой руки, в декабре участвовал в Мстиславской битве, пожалован в окольничьи. В 1502 в войске Семёна Ивановича Можайского 5-м воеводой. В 1506 году произведён в бояре. В 1507 второй воевода в Нижнем Новгороде от татар.
Во время русско-литовской войны в сентябре 1507 первый воевода большого полка новгородской группировки в походе из Великих Лук на Великое княжество Литовское. В 1508 больший воевода новгородской группировки. В ноябре 1508 года отправлен в Литву во главе посольства вместе с конюшим Иваном Андреевичем Челядниным, сокольничим Михаилом Клепиком-Еропкиным и дьяком Никитой Моклоковым. Принимал участие в подписании перемирия с литовцами 25 марта 1509 года.
В сентябре 1509 в Новгороде с великим князем, записан окольничьим. В 1510 назначен первым наместником в Пскове, приводил город к присяге. В 1511—1512 — первый воевода в войске у Тарусы, от татар. В мае 1512 с Юрием Ивановичем первый воевода войска в Серпухове. В том же 1512 — воевода передового полка в Рязани и Остре, от татар, руководил окончательным присоединением Рязани к единому Русскому государству. В декабре 1512 записан уже боярином в походе с великим князем на Смоленск, первый воевода в полку левой руки при Дмитрии Ивановиче. 14 июня 1513 при государе, затем послан в Смоленск для надзирания за осадой. В августе 1514, после открытия измены Михаила Глинского, послан к войску у Орши.
Накануне сражения под Оршей (1514) был в расположении армии с инспекцией. О его участии в Оршанской битве источники не сообщают, вероятно, он покинул расположение армии до сражения. Вёл активную переписку с Николаем Николаевичем Радзивиллом до 24 марта 1521 года по поводу мирных переговоров в русско-литовской войне 1512-1522 годов, помощи русским пленным, торговым делам. После этой даты его имя в источниках не встречается.